# Fotovoltaická elektrárna Sulkov
Fotovoltaická elektrárna Sulkov uzavírá dvanáctku největších slunečních elektráren v Česku. Elektrárna se nachází západně od Plzně v blízkosti dálnice D5. Svoji rozlohou zabírá 51,5 hektarů a je složena ze dvou celků.
První celek, FVE Sulkov I, disponuje výkonem 4,99 MW. Druhá, Sulkov II, disponuje výkonem také 4,99 MW. Celkově má elektrárna výkon téměř 10 MW. O tento výkon se starají panely značky Sunmodule SW 215 se sklonem 32°.

## Majitele a umístění elektrárny
Majitem a provozovatelem obou celků je společnost Signo Solar PP01 s.r.o., která tuto činnost provádí pod licencí číslo 111017015. O kabeláže a dílčí práce se postarala společnost IMONT s.r.o. Spuštění elektrárny proběhlo 12.11.2010.